# Минаев, Александр Алексеевич (1954)
Алекса́ндр Алексе́евич Мина́ев (11 августа 1954, Железнодорожный, Московская область — 6 декабря 2018, Москва) — советский футболист, полузащитник. Мастер спорта СССР международного класса (1976), заслуженный мастер спорта России (2010).

## Биография
Воспитанник клубной команды московского «Спартака», первый тренер — Н. И. Паршин. За первую команду провёл четыре сезона (1972—1975). В связи с прохождением армейской службы Минаеву пришлось перейти в «Динамо», в котором он отыграл 9 лет и в 1984 году закончил карьеру.
В сборной СССР провёл 22 матча, забил 4 мяча. В составе олимпийской сборной сыграл 11 матчей, забил 5 голов.
В 1985—1995 годах тренировал детские и юношеские команд СДЮШОР «Динамо» (Москва). Затем работал тренером в «Динамо-2» (Москва) (1996—1997), ФК «Серпухов» (1998), «Динамо-Мострансгаз»/«Мострансгаз» (2000—2001), ФК «Столица» (2002—2004). С 2005 года — председатель правления Клуба ветеранов футбола «Столица», с июля 2005 — главный тренер сборной ветеранов России.
Женат с 1985 года, дочери Татьяна (род. 1987) и Александра (род. 1990). Старшая, Татьяна, — призёр чемпионата и кубка Москвы по плаванию (баттерфляй, комплекс).
В первой половине 1980-х годов находился в продолжительных отношениях с актрисой Натальей Гундаревой.

## Достижения
- Чемпион СССР (1976, весна)
- Обладатель Кубка СССР (1977)
- Бронзовый призёр Олимпийских игр 1976 (Монреаль)
- Победитель молодёжного чемпионата Европы (1976)
- Четырежды в списках 33 лучших футболистов СССР: № 1 (1976), № 2 (1975, 1977), № 3 (1974)